# Live in U.S.A.
Live in U.S.A. è il primo disco live della power metal band tedesca Primal Fear uscito nel 2010; il disco è tratto da due concerti, avvenuti rispettivamente al ProgPower Festival di Atlanta e in Svizzera allo Z7.

## Tracce
1. Before The Devil Knows You’re Dead – 1:27
2. Under The Radar – 4:54
3. Battalions Of Hate – 3:48
4. Killbound – 4:43
5. Nuclear Fire – 4:18
6. Six Times Dead – 4:58
7. Angel In Black – 4:29
8. Sign Of Fear – 4:34
9. Fighting The Darkness – 8:44
10. Riding The Eagle – 5:29
11. Final Embrace – 6:34
12. Metal Is Forever – 5:52
13. Hands Of Time – 4:41
14. Chainbreaker – 5:41

## Il video
Rispetto alla versione CD, il DVD è stato pubblicato con il nome 16.6 All Over The World e contiene solamente due tracce non pubblicate nella versione CD: “Guitars from Hell” che vede affrontarsi in duello i due chitarristi della band (marchio di fabbrica della band sin dagli esordi) e Seven Seals.
Le riprese sono tratte da due concerti: Svizzera (Viva La Swabia Tour 2009) e Atlanta, U.S.A. (North America Tour 2009).
Numerosi gli inserti speciali presenti, tra cui : Videoclip, Backstage, Making of e una ricca sezione Bootleg tratta da riprese di altri concerti.

## Tracce

### Capitolo 1
1. Before The Devil Knows You’re Dead – 1:27
2. Under The Radar – 4:54
3. Battalions Of Hate – 3:48
4. Killbound – 4:43
5. Nuclear Fire – 4:18
6. Six Times Dead (16.6) – 4:58
7. Angel In Black – 4:29
8. Guitars from Hell – 5:05
9. Sign Of Fear – 4:34
10. Fighting The Darkness – 8:44
11. Riding The Eagle – 5:29
12. Final Embrace – 6:34
13. Primal Fear – 4:29
14. Metal Is Forever – 5:52
15. Hands Of Time – 4:41
16. Seven Seals – 3:56
17. Chainbreaker – 5:45

### Capitolo 2
1. Videoclip

### Capitolo3
1. The Making of 16.6

### Capitolo 4
1. Bootleg Section

### Capitolo 5
1. Famous Last Words

## Formazione
- Ralf Scheepers - voce
- Henny Wolter - chitarra
- Alex Beyrodt - chitarra
- Mat Sinner - basso, cori
- Randy Black - batteria

### Ospiti
- Pamela Moore - voce in Fighting The Darkness